# Gaibanella
Gaibanella è una frazione di Ferrara che, insieme a Sant'Egidio (dal quale la separa il corso del canale Primaro) , conta 1 036 abitanti. Appartiene giuridicamente alla Circoscrizione 2 di Ferrara.
Dista da Ferrara 10 km ed è collegata al capoluogo dalla strada statale 16 Adriatica. L'abitato sviluppa lungo la via Ravenna tra Sant'Egidio e Gaibana. Il toponimo è da collegare a quello della vicina Gaibana anche se si hanno notizie del borgo in tempi più recenti, verso il 1300, in cui si ha notizia di un oratorio.
Gli unici edifici storici sono rappresentati dalla chiesa seicentesca di Sant'Agnese e dalla Villa Modoni-Ravalli edificata nell'Ottocento.

## Monumenti e luoghi d'interesse

### Architetture religiose
- Chiesa di Sant'Agnese Vergine e Martire

## Infrastrutture e trasporti
Nella frazione è presente una stazione ferroviaria sulla linea Ferrara-Rimini.